# Томазелли, Руджеро
Рудже́ро Томазе́лли (итал. Ruggero Tomaselli, 1920—1982) — итальянский фитосоциолог, фитогеограф и лихенолог, пионер фитосоциологии в Италии.

## Биография
Руджеро Томазелли родился 22 августа 1920 года в Тренто. Учился на факультете естественных наук Павийского университета, окончил его в 1943 году, после чего стал работать ассистентом на геологическом факультете.
После окончания Второй мировой войны, 1 сентября 1945 года, Томазелли был назначен ассистентом профессора кафедры ботаники Университета Павии Раффаэле Чиферри. В 1946 году он некоторое время учился цитологии в Сорбонне, затем — социологии растений на Международной станции альпийской и средиземноморской геоботаники в Монпелье, руководимой Ж. Брауном-Бланке. Обладатель гранта на обучение фитогеографии у профессора А. В. Кухлера в Канзасском университете, после этого продолжил изучение ареалов растений в Павии.
На протяжении почти 40 лет Руджеро Томазелли работал в университетах Павии, Урбино и Катании. С 1964 по 1982 он возглавлял Ботанический сад и институт Павийского университета.
Руджеро Томазелли скончался 30 марта 1982 года.
Томазелли и Чиферри были одними из создателей раздельной классификации микобионтов и фитобионтов лишайников, в 1950-х годах напечатали серию статей с выделением нескольких сотен родов. Они основывались на исследовании лимнолога Ойгена Адольфа Томаса 1939 года, в котором было показано, что культуры гриба, выделенные из лишайника, существенно отличаются по многим параметрам от собственно лишайника. Чиферри и Томазелли предпринимали попытки внести соответствующие поправки в Кодекс ботанической номенклатуры, однако они никогда не были приняты, классификация, предложенная ими, подверглась жёсткой критике со стороны научного сообщества, а все роды, выделенные учёными, оказались недействительными.

## Некоторые публикации
- Tomaselli, R. La pelouse a Aphyllanthes (Aphyllanthion) de la garrigue montpellieraine (фр.) // Atti dell'Istituto Botanico e del Laboratorio Crittogamico dell'Universita di Pavia : magazine. — 1948. — Vol. 7, no 2. — P. 103—236.
- Ciferri, R. & Tomaselli, R. Saggio di una sistematica micolichenologica (неопр.) // Atti dell’Istituto Botanico e Laboratorio Crittogamico dell’Università di Pavia serie 5. — 1953. — Т. 10. — С. 25—84.
- Tomaselli, R. Introduzione allo studio della fitosociologia. — Milano, 1956. — 319 p.
- Tomaselli, R. Tipologia ecologico-strutturale della vegetazione del mondo. — Pavia, 1970. — 232 p.

## Некоторые виды, названные в честь Р. Томазелли
- Tomaselliella Cif., 1952 [= Arthonia Ach., 1806, nom. cons.]
- Dioon tomasellii De Luca, Sabato & Vázq.Torres, 1984
- Tillandsia tomasellii De Luca, Sabato & Balduzzi, 1979 [= Tillandsia xerographica Rohweder, 1953]